# Aquinnah
Aquinnah, in passato chiamato Gay Head, è un comune degli Stati Uniti d'America facente parte della contea di Dukes nello stato del Massachusetts.
Il comune, tuttora popolarmente chiamato con il vecchio nome Gay Head, è situato sull'isola di Martha's Vineyard.